# 銀座 (刈谷市)
銀座（ぎんざ）は、愛知県刈谷市の町名。現行行政地名は銀座1丁目から銀座6丁目。

## 地理
刈谷市の中央部に位置している。北は寺横町や八幡町と、東は新栄町と、南は広小路と、西は城町と接している。
秋葉神社の祭礼である万燈祭には、7ある氏子町として「銀座、司町、新栄町、寺横町、東陽町、広小路、広小路五組」が参加している。

## 歴史
刈谷城の旧城下町における本町・中町・末町・肴町・下町に相当する。
1960年（昭和35年）に刈谷市大字刈谷の一部が刈谷市銀座となった。商店街が要望したことで命名された。「銀座」とつく町名としては、半田市銀座本町に続いて、県内2番目という。1989年（平成元年）時点の世帯数は279、人口は954。

## 世帯数と人口
2019年（令和元年）6月1日現在の世帯数と人口は以下の通りである。
| 丁目      | 世帯数  | 人口    |
| --------- | ------- | ------- |
| 銀座1丁目 | 32世帯  | 84人    |
| 銀座2丁目 | 88世帯  | 183人   |
| 銀座3丁目 | 99世帯  | 295人   |
| 銀座4丁目 | 101世帯 | 290人   |
| 銀座5丁目 | 58世帯  | 111人   |
| 銀座6丁目 | 44世帯  | 122人   |
| 計        | 422世帯 | 1,085人 |

### 人口の変遷
国勢調査による人口の推移
| 1995年（平成7年）  | 781人   | [ 9 ]  |  |
| 2000年（平成12年） | 876人   | [ 10 ] |  |
| 2005年（平成17年） | 890人   | [ 11 ] |  |
| 2010年（平成22年） | 911人   | [ 12 ] |  |
| 2015年（平成27年） | 1,051人 | [ 13 ] |  |

## 小・中学校の学区
市立小・中学校に通う場合、学区は以下の通りとなる。
| 丁目      | 番・番地等 | 小学校             | 中学校               |
| --------- | ---------- | ------------------ | -------------------- |
| 銀座1丁目 | 全域       | 刈谷市立亀城小学校 | 刈谷市立刈谷南中学校 |
| 銀座2丁目 | 全域       | 刈谷市立亀城小学校 | 刈谷市立刈谷南中学校 |
| 銀座3丁目 | 全域       | 刈谷市立亀城小学校 | 刈谷市立刈谷南中学校 |
| 銀座4丁目 | 全域       | 刈谷市立亀城小学校 | 刈谷市立刈谷南中学校 |
| 銀座5丁目 | 全域       | 刈谷市立亀城小学校 | 刈谷市立刈谷南中学校 |
| 銀座6丁目 | 全域       | 刈谷市立亀城小学校 | 刈谷市立刈谷南中学校 |

## 施設
- 松秀寺 - 曹洞宗の寺院。十一面観世音菩薩を所蔵。境内には秋葉神社がある。
- 秋葉神社 - 松秀寺の境内にある神社。愛知県の無形民俗文化財に指定されている万燈祭りを開催する。
- 日本キリスト教団刈谷教会 - 1954年（昭和29年）設立[16]。1991年（平成3年）新教会献堂。
- 刈谷キリスト公同教会 - 1956年（昭和31年）設立。
- 札の辻跡 - 江戸時代の刈谷城下で高札が立てられていた場所[17]。三菱UFJ銀行刈谷支店南西角。
- 刈谷町道路元標 - 1920年（大正9年）に設置された道路元標。
- 椎の木屋敷跡 - 徳川家康の生母である於大の方が一時期住んだ屋敷。
- 菊の世広瀬酒造 - 高度経済成長期まで銀座と広小路にまたがって所在した。仕込み蔵のみ博物館明治村に移築された。
- 刈谷市中部市民館
- 三菱UFJ銀行刈谷支店
- エクセルグランデ刈谷銀座タワー - 2020年（令和2年）竣工。28階建て・約95メートルであり、刈谷市最高層の建築物。

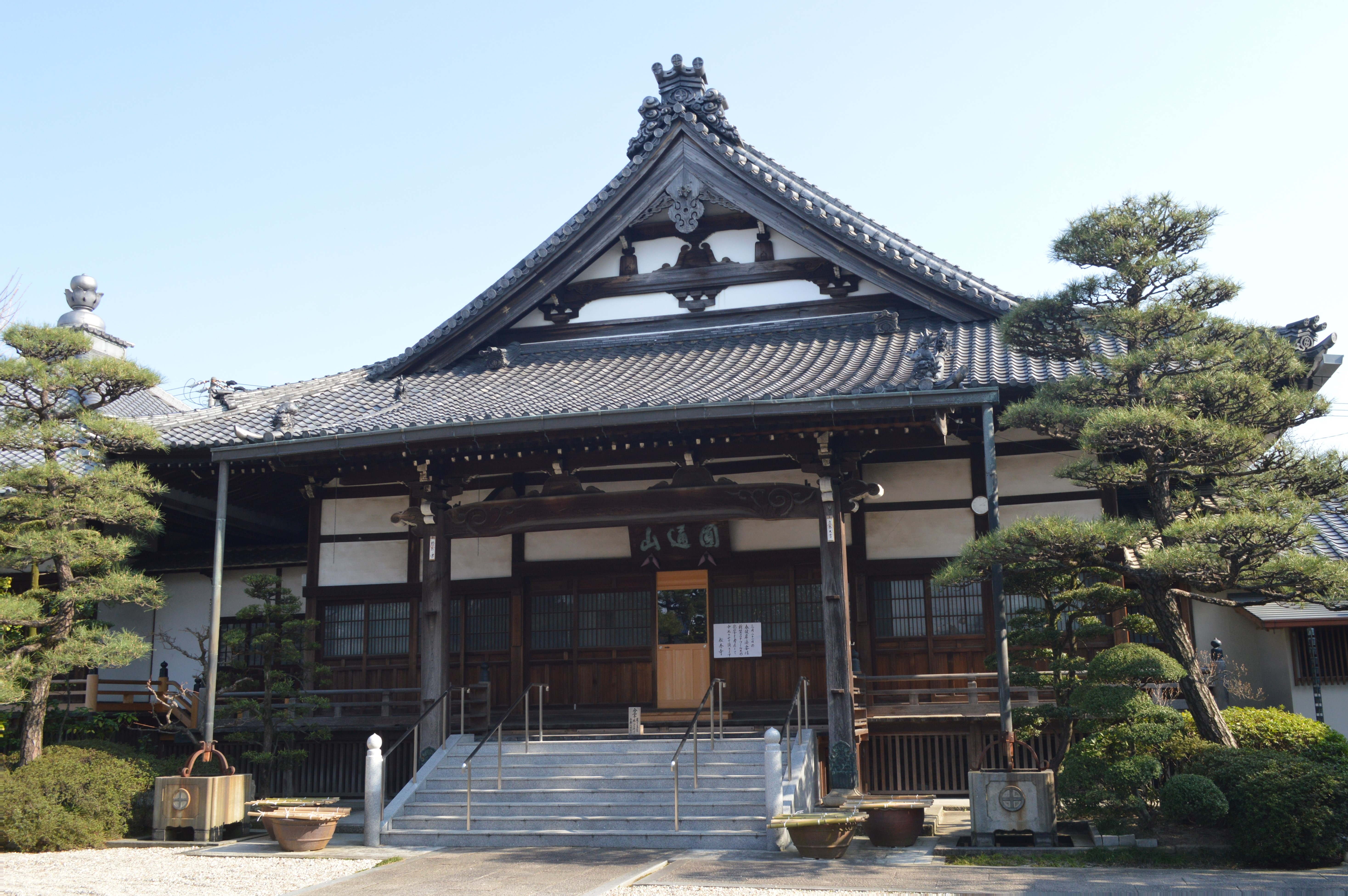
松秀寺
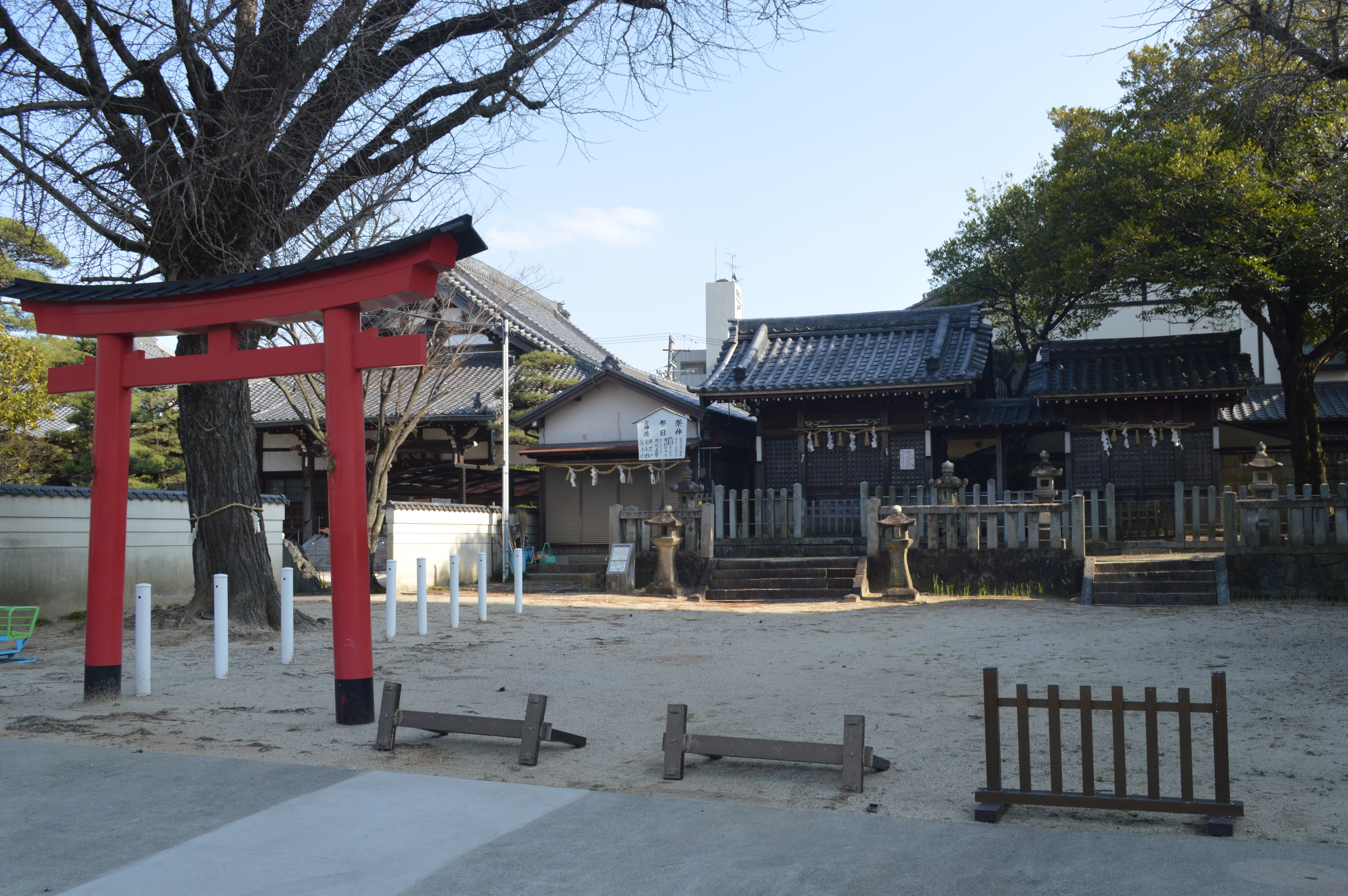
秋葉神社
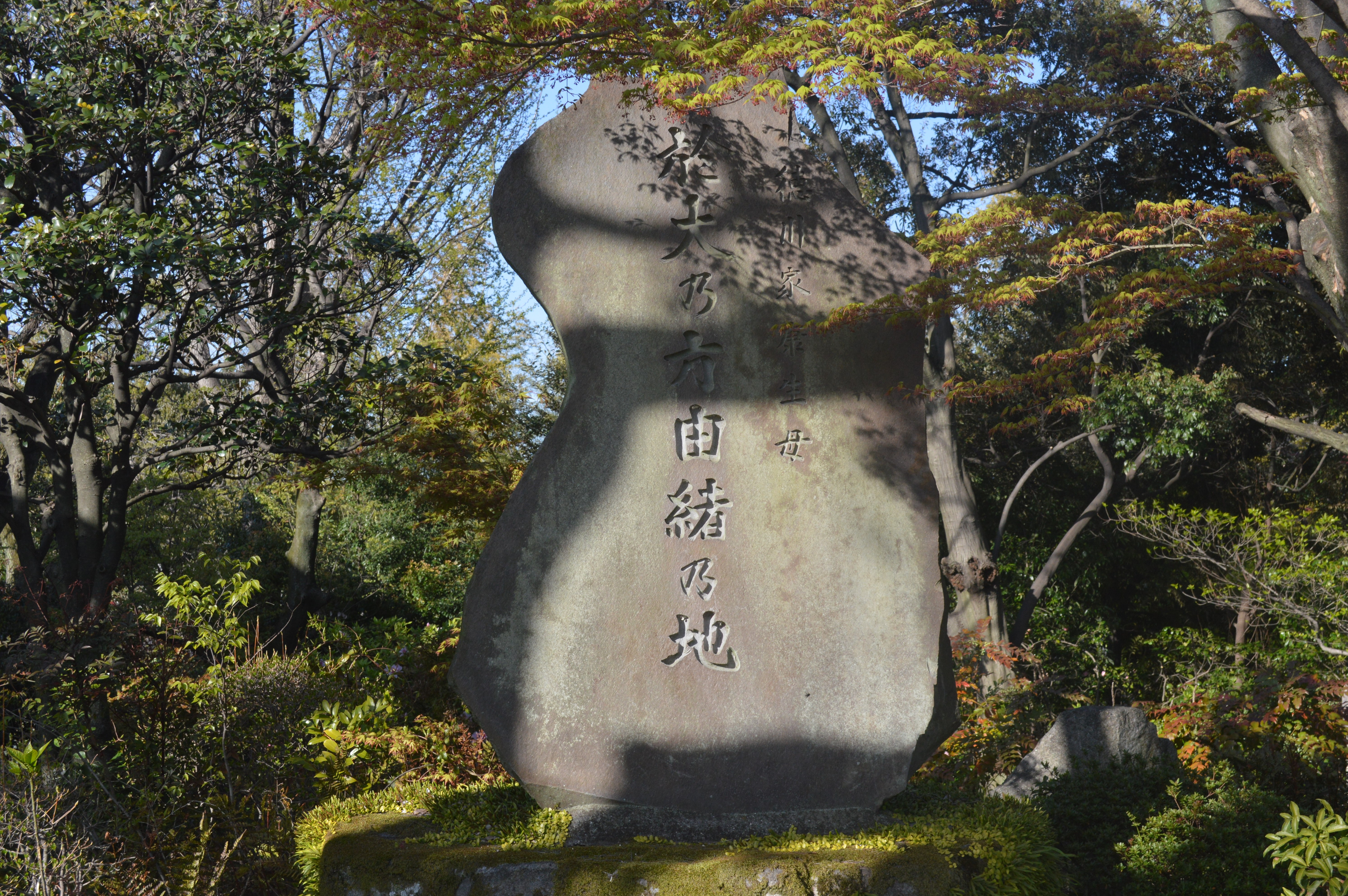
椎の木屋敷跡
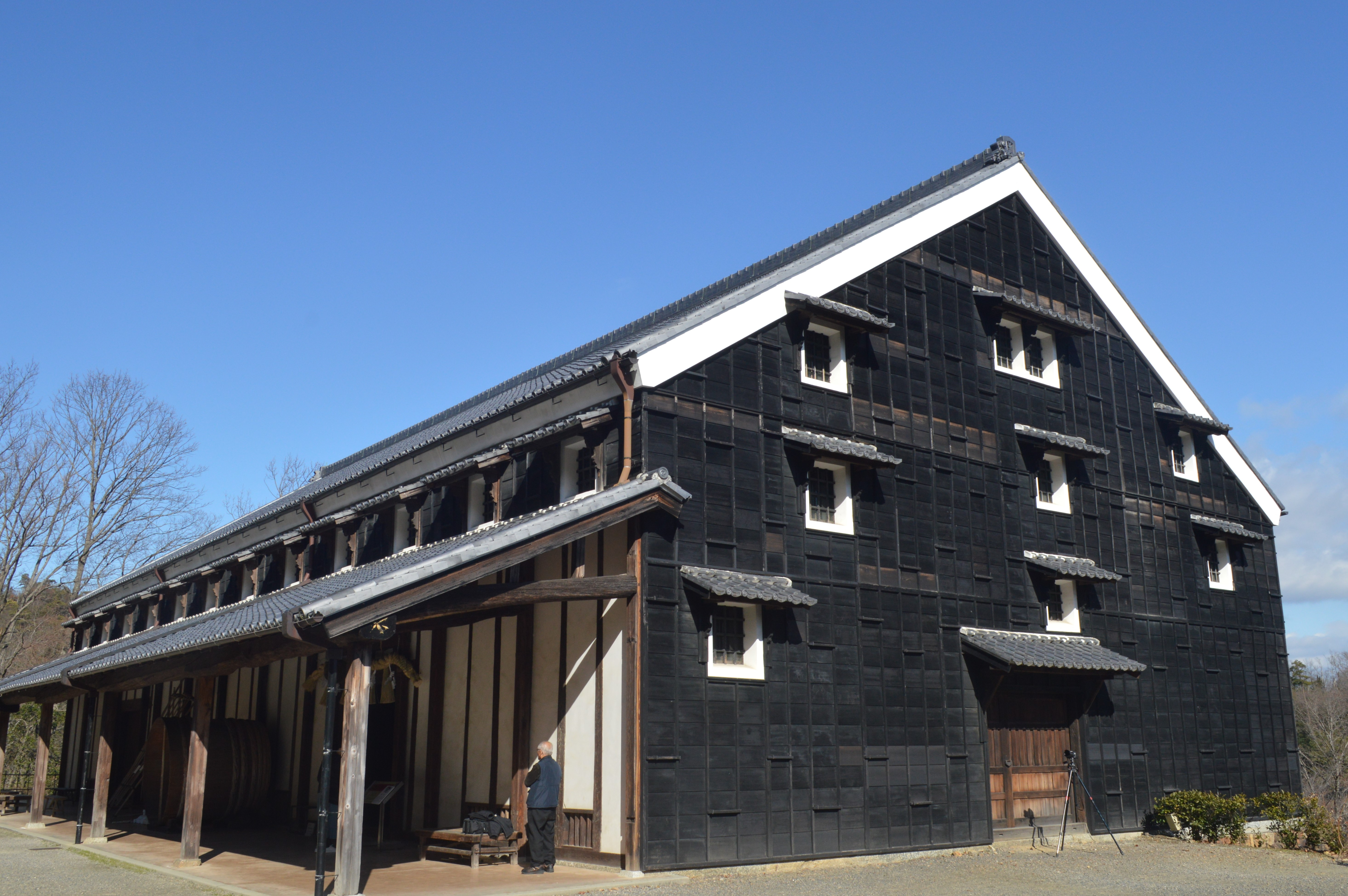
菊の世広瀬酒造仕込み蔵
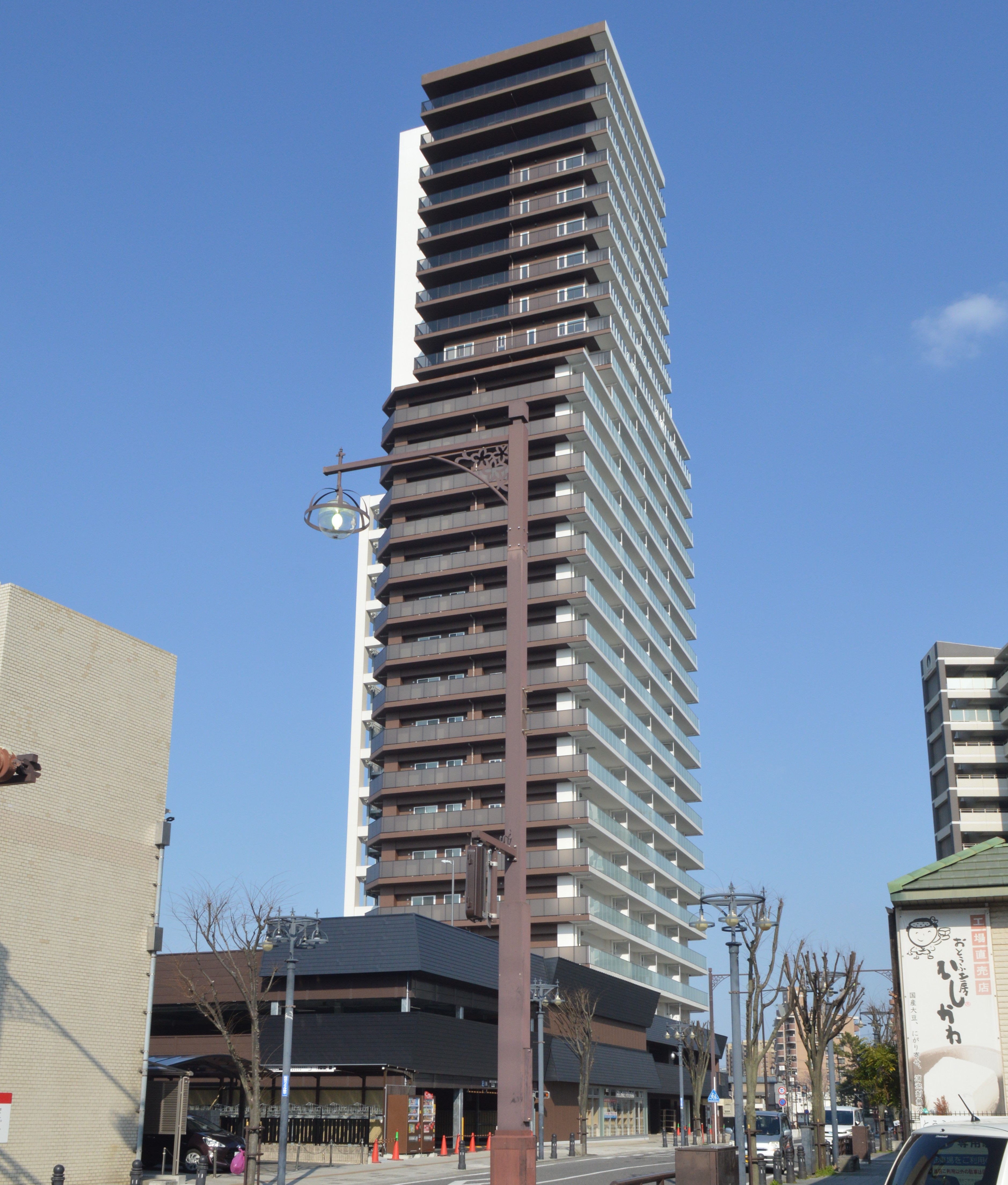
エクセルグランデ刈谷銀座タワー
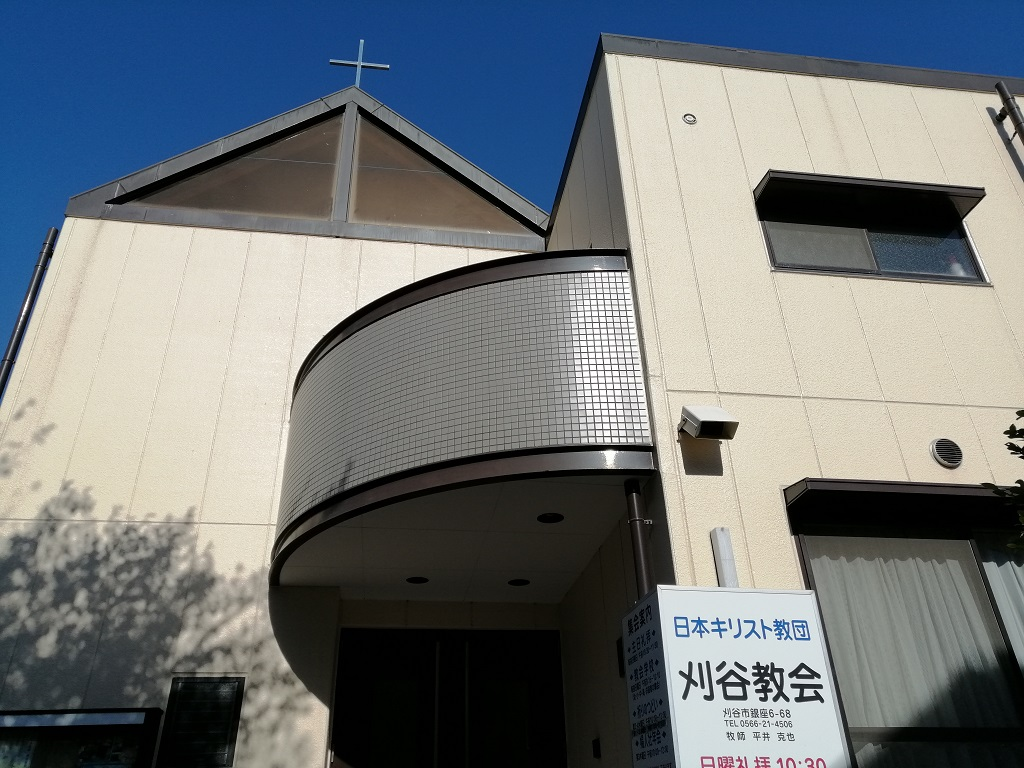
日本キリスト教団刈谷教会

## その他

### 日本郵便
- 郵便番号 : 448-0845[4]（集配局：刈谷郵便局[18]）。